# Илия Кръстев
Илия Динчев (Димчев) Кръстев с псевдоним Дойчин е български комунистически деец, партизанин, офицер от БНА.

## Биография
Роден е на 23 септември 1923 г. в Пловдив, тогава в Царство България. Има незавършено средно образование. Ученик в Първа мъжка гимназия, но напуска училището. Член е на Българската работническа партия (т.с.) от 1941 г. Работи като работник в тухларна фабрика и тютюнев склад (20 юни 1942 – 1 септември 1943). Член е на бойна група. На 1 септември 1943 г. излиза в нелегалност и става партизанин в партизански отряд „Антон Иванов“. Член е на щаба на отряда. В отряда се „жени“ за 17-годишната партизанка Мария Бакалова – Бойка, загинала през март 1944 година. Според спомени на участници в отряда, Дойчин участва в екзекуцията на редактора на отрядния стенвестник „Искра“, Асен Милчев (Стамен), на партизанина Тьофката, на младеж с психични отклонения от с. Добралък, привлечен от него в отряда и впоследствие – убит.
От 1 март до 15 април е политически комисар на дружина в Първа родопска бригада „Георги Димитров“. Известно време е политически комисар на Първа родопска бригада „Георги Димитров“ (4 юни – 9 септември 1944).
След 9 септември 1944 г. влиза в българската армия. На 27 септември 1944 г. е назначен за помощник-командир на осма дивизионна инженерно-щурмова дружина. Излиза в запаса по собствено желание на 30 юни 1945 г. От 1 юли до 30 декември 1945 г. е завеждащ военния отдел на Областния комитет на РМС. Мобилизиран на 1 декември 1945 г. Завършва съкратен курс на Военното училище в София (30 декември 1945 – 30 септември 1946). В периода 1 октомври 1946 – 10 ноември 1947 г. е командир на рота в девети пехотен пловдивски полк. От 1 ноември 1947 г. се записва във Военната академия в София, където остава до 1 октомври 1949 г., след което е изпратен във военната академия „Фрунзе“, в която учи до 6 декември 1950. Между 6 декември 1950 и 26 януари 1952 г. служи в МВР. От 1952 г. е полковник, а от 19 септември 1959 г. е генерал-майор. Достига до звание генерал-лейтенант. От 26 януари 1952 до 12 декември 1953 г. е временен началник на Разузнавателното управление на българската народна армия. В периода 12 декември 1953 – 25 май 1962 г. е началник на военното разузнаване. След това учи във Военната академия на Генералния щаб на СССР. Към 1978 г. е началник на гражданска отбрана. Пенсионира се през 1985 г. Награждаван е с орден „За храброст“, IV ст., 2 кл. и съветския орден „Червена звезда“.
В началото на 80-те години на ХХ век Давид Овадия записва разказа на Кръстев за живота му в партизанския отряд „Антон Иванов“ и го публикува във в. „Литературен фронт“. Въпреки че не са разкрити много факти от случилото се през 1943 – 1944 година, публикуваното предизвиква недоволство в средите на „активните борци“.

## Образование
- Военното училище, София (30 декември 1945 – 30 септември 1946)
- Военна академия „Г.С.Раковски“ (10 ноември 1947 – 1 януари 1948)
- Военна академия „Фрунзе“ (1 януари 1948 – 6 декември 1950)
- Военна академия на Генералния щаб на армията на СССР (1962 – ?)

## Военни звания
- Полковник (1952)
- Генерал-майор (19 септември 1959)
- Генерал-лейтенант (неизв.)